# 吉费尔德 (旧市镇)
吉费尔德（法語：Ghyvelde，法語發音：[ɡivɛld]）是法国上法蘭西大區北部省的一个旧市镇，属于敦刻尔克区。2016年1月1日，吉费尔德与市镇莱莫埃尔合并为新的吉费尔德。

## 地理
吉费尔德（51°3'6"N, 2°31'38"E）面积16.46 平方千米，位于法国上法蘭西大區北部省，该省份为法国最北部的省份及最长的省份，西北濒北海，西接加来海峡省，南至埃纳省和索姆省，东与比利时接壤。
与吉费尔德接壤的市镇（或旧市镇、城区）包括：布赖迪讷、德潘讷、翁斯科特、瓦雷姆、于克塞姆、勒夫兰库克、聚德科特、莱莫埃尔。
吉费尔德的时区为UTC+01:00、UTC+02:00（夏令时）。

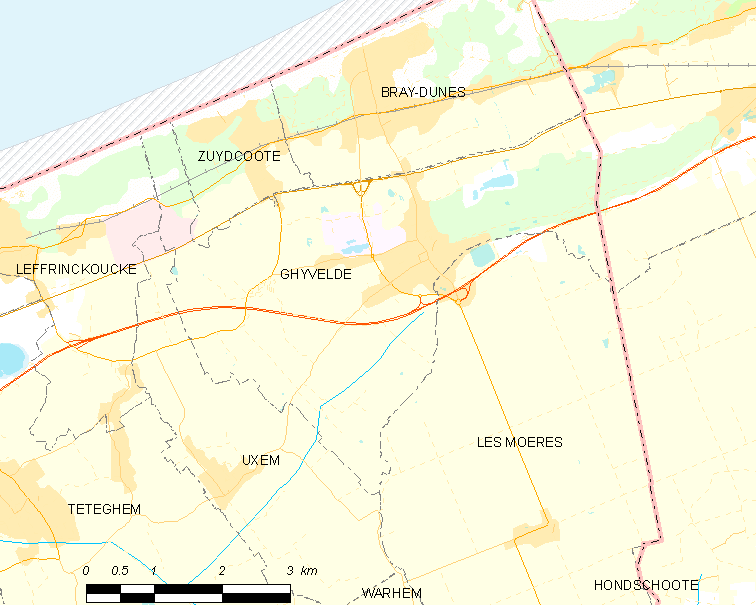
吉费尔德的OSM定位图

## 行政
吉费尔德的邮政编码为59254、59122，INSEE市镇编码为59260。

## 政治
吉费尔德所属的省级选区为敦刻尔克第二县。

## 人口

1962-2008年间吉费尔德人口变化图示

吉费尔德于2018年1月1日时的人口数量为3176人。